# Kubok SSSR 1984-1985
La Kubok SSSR 1984-1985 fu la 44ª edizione del trofeo. Vide la vittoria finale della Dinamo Kiev, che così conquistò il suo settimo titolo.

## Formula
Dopo quasi vent'anni (l'ultima volta era capitato nell'edizione 1967-1968) il torneo si svolse sul modello europeo, ossia su due anni solari.
Le squadre partecipanti furono 50 ed erano previsti in tutto sette turni, tutti ad eliminazione diretta; in caso di parità si ricorreva ai Tempi supplementari; in caso di ulteriore parità venivano calciati i Tiri di rigore.
Al primo turno parteciparono 10 formazioni della Vtoraja Liga e altre 14 della Pervaja Liga 1984; nel secondo turno entrarono in gioco le restanti 8 squadre della Pervaja Liga 1984; nel terzo turno giocarono tutte le squadre della Vysšaja Liga 1984, tranne quattro che entrarono in scenda direttamente nel quarto turno.

## Risultati

### Primo turno
Le partite furono disputate il 31 luglio 1984.
| Squadra 1              | Risultato       | Squadra 2            |
| ---------------------- | --------------- | -------------------- |
| Celïnnïk Celinograd    | 2 – 1 (dts)     | Tavrija              |
| Svetotechnika Saransk  | 1 – 5           | Spartak Ordžonikidze |
| Sudostroitel' Mykolaïv | 3 – 2           | SKA Karpaty          |
| SKA-Chabarovsk         | 3 – 0           | Irtyš Omsk           |
| Nyva Vinnycja          | 2 – 1           | Metalurh Zaporižžja  |
| Metallurg Magnitogorsk | 3 – 0           | Rotor                |
| Kuban'                 | 1 – 1 (4-3 dcr) | CSKA Pamir           |
| Kotayk'                | 3 – 2 (dts)     | Šinnik               |
| Geolog Tjumen'         | 2 – 0           | Zvezda Džizak        |
| Dinamo Samarcanda      | 4 – 1           | Guria Lanchkhuti     |
| Dnepr Mogilëv          | 2 – 0           | Daugava Rīga         |
| Rostsel'maš            | 3 – 2           | Zorja                |

### Secondo turno
Le partite furono disputate il 10 agosto 1984.
| Squadra 1            | Risultato       | Squadra 2              |
| -------------------- | --------------- | ---------------------- |
| Spartak Ordžonikidze | 2 – 0           | Lokomotiv Mosca        |
| SKA-Chabarovsk       | 6 – 1           | T'orp'edo Kutaisi      |
| Nistru Kišinëv       | 3 – 2           | Kuban'                 |
| Kuzbass Kemerovo     | 1 – 0           | Sudostroitel' Mykolaïv |
| Kotayk'              | 3 – 0           | Kolos Nikopol'         |
| Iskra Smolensk       | 3 – 0           | Metallurg Magnitogorsk |
| Geolog Tjumen'       | 0 – 0 (4-1 dcr) | Celïnnïk Celinograd    |
| Dinamo Batumi        | 1 – 0           | Dnepr Mogilëv          |
| Dinamo Samarcanda    | 3 – 1           | Fakel Voronež          |
| Nyva Vinnycja        | 3 – 0           | Rostsel'maš            |

### Terzo turno
Le partite furono disputate il 16 e il 17 settembre 1984.
| Squadra 1         | Risultato       | Squadra 2            |
| ----------------- | --------------- | -------------------- |
| Qairat            | 3 – 1           | Spartak Ordžonikidze |
| Dinamo Samarcanda | 0 – 0 (dcr)     | Žalgiris             |
| Dinamo Batumi     | 1 – 0           | Paxtakor             |
| Čornomorec'       | 3 – 2 (dts)     | Neftçi Baku          |
| Zenit Leningrado  | 4 – 0           | SKA-Chabarovsk       |
| Nistru Kišinëv    | 2 – 4           | Dinamo Kiev          |
| Metalist          | 0 – 1 (dts)     | Torpedo Mosca        |
| Iskra Smolensk    | 2 – 2 (4-3 dcr) | Dinamo Tbilisi       |
| CSKA Mosca        | 2 – 0           | Geolog Tjumen'       |
| Ararat            | 3 – 1           | Kuzbass Kemerovo     |
| Kotayk'           | 1 – 3           | Šachtar              |
| Nyva Vinnycja     | 2 – 1           | SKA Rostov           |

### Ottavi di finale
Le partite furono disputate tra il 28 ottobre e il 14 novembre 1984.
| Squadra 1         | Risultato       | Squadra 2        |
| ----------------- | --------------- | ---------------- |
| Dinamo Minsk      | 2 – 1 (dts)     | Čornomorec'      |
| Dinamo Kiev       | 1 – 1 (6-5 dcr) | Dinamo Mosca     |
| CSKA Mosca        | 3 – 0           | Dinamo Batumi    |
| Torpedo Mosca     | 0 – 1           | Dnepr            |
| Šachtar           | 2 – 1           | Ararat           |
| Spartak Mosca     | 0 – 3           | Zenit Leningrado |
| Qairat            | 1 – 0           | Nyva Vinnycja    |
| Dinamo Samarcanda | 0 – 1           | Iskra Smolensk   |

### Quarti di finale
Le partite furono disputate il 10 maggio 1985.
| Squadra 1        | Risultato | Squadra 2    |
| ---------------- | --------- | ------------ |
| Dinamo Kiev      | 2 – 1     | Qairat       |
| Šachtar          | 2 – 1     | Dnepr        |
| Iskra Smolensk   | 1 – 0     | Dinamo Minsk |
| Zenit Leningrado | 2 – 0     | CSKA Mosca   |

### Semifinali
Le partite furono disputate il 23 e il 24 maggio 1985.
| Squadra 1   | Risultato       | Squadra 2        |
| ----------- | --------------- | ---------------- |
| Dinamo Kiev | 3 – 0           | Iskra Smolensk   |
| Šachtar     | 0 - 0 (4-2 dcr) | Zenit Leningrado |

### Finale
| Mosca 23 giugno 1985, ore ?:?                                             | Dinamo Kiev | 2 – 1 referto | Šachtar | Stadio Centrale Lenin (43.500 spett.) |
| \| \| \| \| \| Dem"janenko 56’ Blochin 58’ \| Marcatori \| 68’ Morozov \| |             |               |         |                                       |
|                                                                           |             |               |         |                                       |
| Dem"janenko 56’ Blochin 58’                                               | Marcatori   | 68’ Morozov   |         |                                       |